# کایه لارگا
کایه لارگا (به اسپانیایی: Calle Larga) یک شهرستان در شیلی است که در استان لوس آندس، شیلی واقع شده‌است. کایه لارگا ۳۲۱٫۷ کیلومتر مربع مساحت و ۱۳٬۳۶۶ نفر جمعیت دارد و ۷۶۸ متر بالاتر از سطح دریا واقع شده‌است.